# Náměstí Hrdinů ghetta

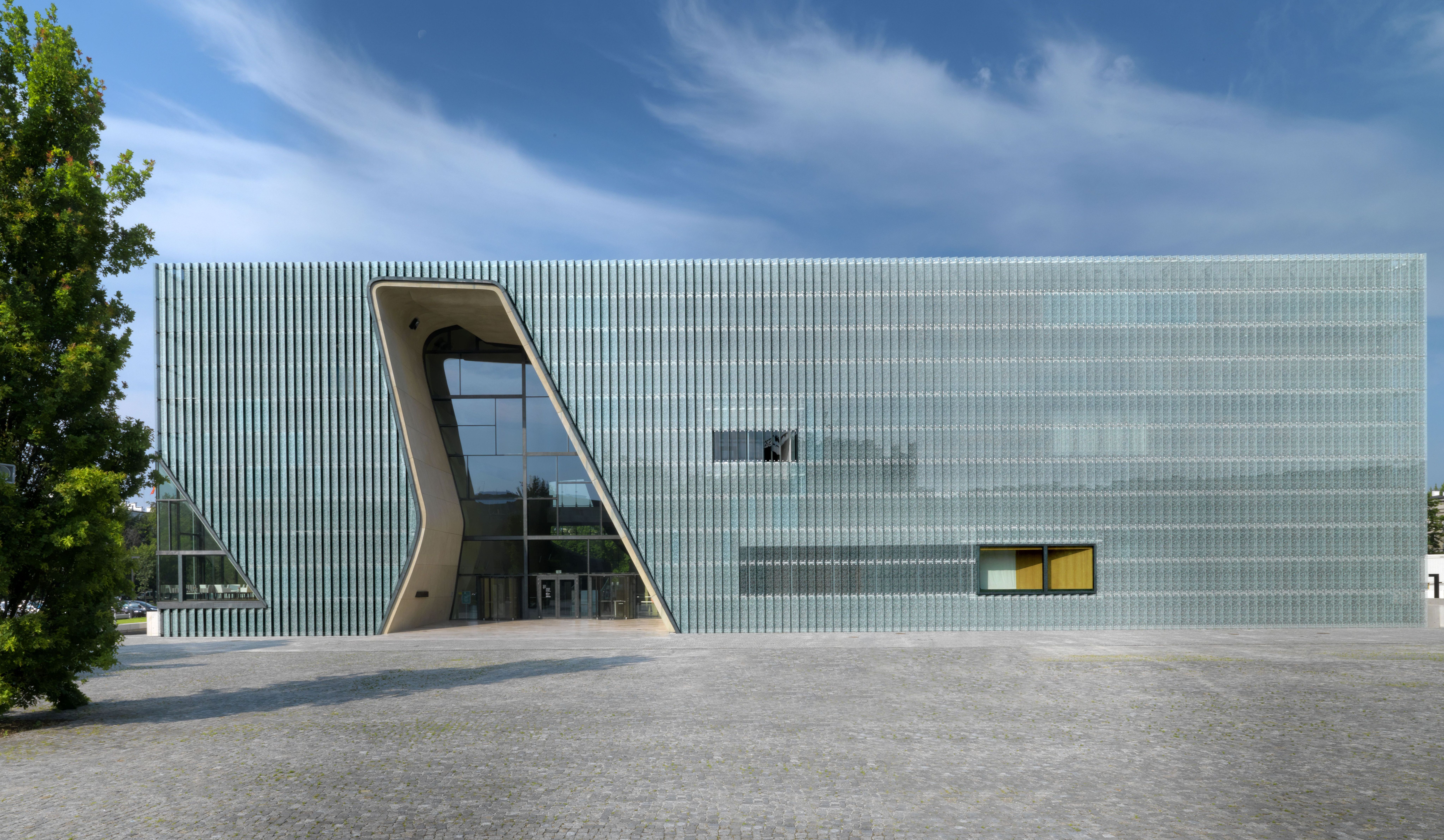
Objekt muzea dějin polských Židů

Náměstí Hrdinů ghetta je parková plocha ve Varšavě, nacházející se v tamní čtvrti Muranów, ležící na západním břehu řeky Visly. Ze severovýchodní strany je náměstí vymezeno ulicí Ludwika Zamenhofa, od jihovýchodu ulicí Mordechaja Anielewicza, na západní straně ulicí Karmelicka a při severozápadní straně ulicí Józefa Lewartowskiego. Skrz park ve směru od severu k jihovýchodu prochází cesta nazvaná Aleja Ireny Sendlerowej. V centrální části náměstí se nachází objekt muzea dějin polských Židů. Severovýchodně od něj, v místech největších bojů během povstání ve varšavském ghettu za druhé světové války, je zbudován pomník hrdinů ghetta od polského umělce židovského původu Natana Rapaporta, jenž na díle spolupracoval s polským architektem Leonem Suzinem. Před pomníkem během své návštěvy Polska 7. prosince 1970 poklekl tehdejší západoněmecký kancléř Willy Brandt. Na tuto událost upomíná jiný pomník zbudovaný v severozápadní části náměstí a odhalený 6. prosince 2000.